# Neomysis mercedis
Neomysis mercedis is een aasgarnalensoort uit de familie van de Mysidae. De wetenschappelijke naam van de soort is voor het eerst geldig gepubliceerd in 1896 door Holmes.